# Eriocaulon baramaticum
Eriocaulon baramaticum är en gräsväxtart som beskrevs av Shimpale, Bhagat, R.B.Deshmukh och Shrirang Ramchandra Yadav. Eriocaulon baramaticum ingår i släktet Eriocaulon och familjen Eriocaulaceae. Inga underarter finns listade i Catalogue of Life.